# Zakopana Betty
Zakopana Betty (ang. Plots with a View lub Undertaking Betty) – brytyjsko-amerykańsko-niemiecka czarna komedia z 2002 roku w reżyserii Nicka Hurrana. Wyprodukowana przez wytwórnię Miramax.
Premiera filmu odbyła się 4 października 2012 w Wielkiej Brytanii. W Polsce film odbył się 1 kwietnia 2015. Zdjęcia do filmu zrealizowano w Caldicot, Cardiff, Cowbridge, Llantrisant, Pontyclun i Treorchy w Walii w Wielkiej Brytanii.

## Opis fabuły
Boris Plots (Alfred Molina), który przejął po ojcu zakład pogrzebowy, chciał się niegdyś ożenić z Betty Rhys-Jones (Brenda Blethyn), ale ona wyszła za mąż za innego. Po latach Boris ponownie spotyka ukochaną. Ma zorganizować pochówek jej teściowej. Okazuje się, że on i Betty nadal darzą się uczuciem.

## Obsada
Źródło: Filmweb
- Christopher Walken jako Frank Featherbed
- Alfred Molina jako Boris Plots
- Lee Evans jako Delbert Butterfield
- Brenda Blethyn jako Betty Rhys-Jones
- Naomi Watts jako Meredith Mainwaring
- Robert Pugh jako Hugh Rhys-Jones
- Stan Stennet jako Albert Edwards
- Robert Page jako Bob Murdock
- Maggs Harries jako pianistka
- Howell Evans jako doktor Owen
- Menna Trussler jako Dilys Rhys-Jones

i inni.